# Jacinto Antón
Jacinto Agustín Antón de Vez Ayala-Duarte (Barcelona, 1957) es un periodista español.

## Biografía
Licenciado en periodismo y también en interpretación por el Instituto del Teatro de Barcelona, trabajó un tiempo en el Teatre Lliure como ayudante de dirección de Lluís Pasqual. 
Lleva más de 20 años en la sección de Cultura del diario El País.
En 2009 publicó el libro, Pilotos, caimanes y otras aventuras extraordinarias, en el que se recopilan las crónicas aparecidas en la edición del diario en Cataluña. En ese año recibió el Premio Nacional de Periodismo Cultural que otorga el Ministerio de Cultura.